# Fairey Firefly II
Il Fairey Firefly IIM fu un aereo da caccia monomotore, monoposto e biplano, sviluppato dall'azienda aeronautica britannica Fairey Aviation Company Limited negli anni trenta.

## Storia del progetto
Negli anni venti la Fairey decise, su iniziativa privata, di avviare lo sviluppo di un nuovo aereo da caccia affidandone il progetto al proprio ingegnere capo, il belga Marcel Lobelle. Benché condividesse il nome con il precedente Firefly I, Lobelle disegnò un progetto completamente nuovo che, sfruttando l'esperienza acquisita nello sviluppo del Firefly I, venne adattato al capitolato tecnico espresso dalla specifica F.20/27 relativa a un intercettore monoposto emessa dall'Air Ministry britannico. Il prototipo volò per la prima volta il 5 febbraio 1929.
Proposto alle autorità della Royal Air Force, il Firefly II si trovò a competere con l'Hawker Fury; in una serie di prove di volo comparative si rivelò in grado di esprimere una velocità superiore rispetto al concorrente, venendo comunque criticato per avere controlli più pesanti. Benché le specifiche prevedessero largo uso di componenti metalliche nella struttura, fondamentalmente il modello mantenne una struttura prevalentemente in legno, cosa che influenzò ulteriormente la scelta finale in favore del Fury. In seguito il prototipo venne ricostruito e rinominato Firefly IIM, con la "M" che sottolineava la costruzione interamente metallica dell'esemplare ricostruito.
Un ulteriore prototipo caratterizzato dalla velatura dall'apertura maggiorata, il Firefly III, venne costruito per rispondere alla specifica N21/26, destinata a trovare un caccia imbarcato da fornire alla Fleet Air Arm, la componente aerea della Royal Navy, in sostituzione del Fairey Flycatcher, variante che volò il 17 maggio 1929. Così come il suo predecessore basato a terra, venne ricostruito utilizzando maggiori componenti metalliche come Firefly IIIM e, ancora come il Firefly II, non riuscì a superare il modello concorrente proposto dalla Hawker, in questo caso l'Hawker Nimrod. Benché non fossero stati emessi ulteriori ordini, il Firefly IIIM venne comunque acquisito dalla RAF e, dotato di galleggianti, utilizzato come idroaddestratore dall'High Speed Flight RAF in preparazione dell'edizione 1931 della Coppa Schneider.
Pur non riuscendo ad ottenere alcun ordine in patria, il Firefly IIM riuscì ad attrarre l'attenzione delle forze armate belghe, le quali stipularono un contratto per 25 esemplari destinati alla Reale aeronautica militare belga (Aviation militaire/Militair Vliegwezen), al quale seguì un secondo ordine per 62 unità da realizzare presso la Avions Fairey, la sussidiaria con sede a Charleroi che la Fairey aveva istituito in Belgio.
Nel tentativo di migliorarne ulteriormente le prestazioni, due esemplari di produzione belga sono stati convertiti allo standard Firefly IV, equipaggiando le cellule con un motore Hispano-Suiza 12Xbrs da 785 hp (585 kW), tuttavia le prestazioni espresse non furono ritenute sufficienti a giustificarne lo sviluppo. Dei due prototipi realizzati, uno venne riportato allo standard originale, mentre l'altro venne inviato alla Fairey britannica per una serie di prove.

## Impiego operativo
I Firefly IIM iniziarono ad essere consegnati ai reparti dell'Aviation militaire/Militair Vliegwezen dai primi anni trenta ed erano ancora in servizio all'inizio della Campagna di Francia, quando vennero brevemente impiegati per contrastare l'avversaria Luftwaffe in territorio belga dal maggio al giugno 1940.

## Versioni
Fairey Firefly II
Prototipo, caccia monoposto equipaggiato con un motore Rolls-Royce Kestrel da 480 hp (360 kW) realizzato in un solo esemplare.
Fairey Firefly IIM
Versione di produzione in serie, di costruzione interamente metallica e caratterizzata da un diverso disegno delle superfici dell'impennaggio e dotata di un circuito di raffreddamento motore modificato.
Fairey Firefly III
Prototipo, versione caccia imbarcato per l'uso da portaerei, realizzato in un solo esemplare.
Fairey Firefly IIIM
Versione interamente metallica del Firefly III, stesso esemplare ricostruito.
Fairey Firefly IV
Designazione di due esemplari di Firefly II di produzione belga equipaggiato con un motore Hispano-Suiza 12Xbrs da 785 hp (585 kW).

## Utilizzatori
Belgio
- Aviation militaire/Militair Vliegwezen

 Regno Unito
- Royal Air Force
  - High Speed Flight RAF

 Unione Sovietica
- Voenno-vozdušnye sily

### Riviste
- (EN) The Fairey "Firefly II M", in Flight, 18 luglio 1930,  p. 800, ISSN no (WC · ACNP).